# Storia del giornalismo francese
La Storia del giornalismo francese si sviluppa lungo vari secoli.

## Dalle origini alla Rivoluzione francese
Le prime forme di giornalismo in Francia si possono far risalire alla prima metà del Seicento. Fra i primi esempi di pubblicazione periodica a stampo informativo troviamo la Gazette de Paris, nata il 1º maggio 1631 per volere di Richelieu e guidata da Théophraste Renaudot. Con lo svilupparsi della diffusione di queste pubblicazioni iniziano però le prime forme di censura da parte delle autorità di governo.

### Il giornalismo rivoluzionario
Punto di svolta è la Rivoluzione francese del 1789, che scioglie la stampa dai pesanti vincoli a cui era stata finora sottoposta. Non a caso è proprio la Francia che vede nascere le prime forme di giornalismo politico e d'opinione. Fra le pubblicazioni più importanti troviamo il Moniteur Universel di Panckucke e il Journal de debate e des Dècrets di Mirabeau, ma anche l'estremista L'Ami du peuple diretto da Jean Paul Marat.
Tra il 1789 e il 1792 nascono in Francia quasi 200 nuove testate, principalmente rivoluzionarie ma anche a carattere monarchico, reazionario ed antirivoluzionario. Esempi ne sono il Journal politique national dell'abate Sabatier de Castres, il Journal de M. Suleau di Francois Suleau e L'Ami du Roi dell'abate Thomas Maurice Royou, fortemente critici nei confronti della rivoluzione.
Più moderati appaiono il Mercure de France, L'Ami des patriotes e il Journal de Paris, favorevoli alla riforma costituzionale ma non alla rivoluzione. A partire dal 1789, apparvero diverse gazzette dal nome Le Père Duchesne, la più famosa delle quali fu quella diretta da Jacques-René Hébert, che uscì dal 1790 al 1794.

### Il giornalismo nel periodo del Terrore
Nel corso dei primi tre anni della Rivoluzione francese, la lotta anche verbale fra le varie correnti politiche si fece sempre più aspra. A porre fine alle dispute giornalistiche fu la deposizione di Luigi XVI, avvenuta il 10 agosto 1792. Successivamente, le pubblicazioni filomonarchiche e costituzionali vennero costrette al silenzio; direttori e redattori furono costretti a fuggire all'estero.
A partire dal 1793, inizia infatti il regime del Terrore, con il comitato di salute pubblica guidato da Robespierre. Finisce la libertà di stampa: pur in mancanza di una vera e propria censura preventiva, chi pubblicava tesi ostili alle idee rivoluzionarie veniva perseguitato e rischiava la morte. Vittima di questo clima fu ad esempio Camille Desmoulins, direttore de Le Vieux Cordelier, fautore di una maggiore moderazione e clemenza.
Il processo raggiunge la sua acme il 9 novembre 1799, con il colpo di Stato di Napoleone Bonaparte.

## Il giornalismo francese dell'Ottocento
La necessità di lottare a favore della libertà di stampa determina un'alleanza fra i vari giornali francesi, che porta nel 1819 a una legislazione meno rigida, che prevedeva il versamento di una cauzione per la pubblicazione dei periodici e la consegna di una copia della pubblicazione firmata dal responsabile.
La censura fu abolita solo nell'ottobre 1830, dopo la salita al trono di Luigi Filippo d'Orleans, e furono anche diminuiti gli importi della cauzione e del diritto di bollo. Nascono in questo periodo giornali dalle posizioni diverse, tra gli estremi costituiti dal pieno consenso alla monarchia di Luigi Filippo da un lato, e all'orientamento repubblicano dall'altro.
Nasce in questo periodo L'Avenir, pubblicazione di ispirazione cattolico-liberale che promuoveva una conciliazione fra fede e ideali di libertà, in una posizione alternativa ai fautori del dispotismo o della democrazia. Il giornale fu però avversato sia da vari ambienti politici che da ambienti clericali, e nell'agosto 1832 fu costretto alla chiusura. Di ispirazione socialista fu invece L'Atelier, fondato e diretto da operai nel 1840, che si poneva a difesa dei diritti dei lavoratori e sosteneva l'importanza di riforme sociali. Venne chiuso nel 1850, a seguito di una recrudescenza dei freni alla libertà di stampa.
Importante in questo periodo è l'introduzione della pubblicità nei quotidiani francesi. Nel 1845 a Parigi fu fondata la prima agenzia pubblicitaria d'Europa (e forse del mondo), la «Compagnie générale d'annonces», poi «Société générale des annonces», di Charles Duveyrier. La CGA ottenne la concessione degli spazi pubblicitari del quotidiano La Presse di Émile de Girardin. Girardin sfruttò gli annunci pubblicitari per tenere basso il prezzo di vendita del giornale: la pubblicazione di inserti economici permetteva di abbassare i costi di produzione e quindi quelli di copertina, cosa che permetteva l'aumento degli acquisti da parte dei lettori.
Con La Presse nacque anche il fenomeno del “romanzo d'appendice”, genere letterario che si diffonde con grande successo in tutta la Francia e in seguito anche in Europa, e che trova consensi fino ai primi del Novecento. Siamo di fronte al passaggio dal giornalismo d'opinione puro ad un giornalismo di stampo maggiormente commerciale. Il primo feuilleton è considerato La signorina Cormon di Balzac, pubblicato nel 1836.
Nel periodo della Comune apparvero a Parigi diverse gazzette dal nome Le Père Duchesne. Il nome riprendeva una testata molto popolare durante la Rivoluzione del 1789.

### L'affare Dreyfus
Fra gli eventi che hanno caratterizzato la storia del giornalismo francese, grande importanza riveste il cosiddetto “Affare Dreyfus”, riguardante un ufficiale militare ebreo, arrestato e condannato su false prove indiziarie nel 1894.
Quattro anni dopo, nel 1898, una lettera di Émile Zola al Presidente della Repubblica Francese fece scoppiare una feroce polemica. La lettera, intitolata J'accuse, richiedeva una riapertura del processo e una revisione della condanna, criticata violentemente dall'autore.
Dopo la pubblicazione della lettera, l'opinione pubblica e i giornali si spaccarono in due: da una parte quelli a favore di Dreyfus (Le Figaro, Le Matin, L'Aurore), dall'altra quotidiani come l'Echo de Paris, l'Authorite, Le Petit Journal. Ad alimentare i dissapori anche uno strisciante sentimento antisemita, di cui Édouard Drumont con il suo La Libre Parole era massima espressione.

## Il giornalismo francese del Novecento
Con l'inizio del Novecento la diffusione dei quotidiani aumenta sempre più fra la popolazione francese, con quotidiani come Le Petit Journal che superano il tetto del milione di copie.
L'avvicinarsi della prima guerra mondiale fa nascere però la necessità di un maggiore controllo del contenuto dei giornali in una situazione tanto delicata: viene così istituito un Bureau de presse per raccogliere e dirigere i giornalisti in favore dello sforzo bellico. La stampa perde così molta della sua autorevolezza e del rigore informativo che era il cavallo di battaglia di molti quotidiani, anche dopo la fine della guerra e della censura. Si profila inoltre un nuovo “nemico”: la radio.
Il controllo della stampa ritorna col secondo conflitto mondiale e l'istituzione di un Service des Information, controllato dai militari. L'esperienza dura comunque poco, a causa della invasione tedesca della Francia: molti giornali chiudono, e quelli che rimangono o riaprono sono ora filonazisti. A svilupparsi è però la stampa clandestina, frutto del lavoro dei partecipanti alla Resistenza. Esempi di questo tipo di giornali sono il Tèmoignage Chrétien e la Dèfence de la France, nata nel 1944 e che poi avrebbe cambiato nome in France Soir.
La seconda metà del Novecento vede svilupparsi il fenomeno della concentrazione. L'insieme del panorama informativo finisce quindi sotto il controllo di 5 editori: Hachette, il gruppo in mano alla famiglia Hersant, quello guidato da Jean Prouvost, quello guidato da Marcelle Boussac e la Boyard Presse, impresa di stampo cattolica dedita alla stampa religiosa. Un problema, quello dei trust editoriali, che resta tuttora aperto e a cui il Governo francese cerca di trovare una soluzione.